# 赤羽北
赤羽北（あかばねきた）は、東京都北区の町名。現行行政地名は赤羽北一丁目から赤羽北三丁目。住居表示実施済み区域。

## 地理
東京都北区の北西部、埼玉県との境に位置する。町域北部を荒川と新河岸川が流れ、赤羽北一丁目の一部区域は両河川に挟まれた河川敷となり、市街地から画されている。
町域の北は荒川を挟んで埼玉県川口市荒川町、北西は浮間、東は赤羽、南東は赤羽台、南西は桐ケ丘、西は板橋区小豆沢に、それぞれ接する。
北区北部を東西に流れる新河岸川の南岸に沿って東西に長い町域を持つが、一丁目の一部は新河岸川以北にまたがり、東京都・埼玉県境の荒川と接する。町域中央を東西に東京都道311号環状八号線（環八通り）が走り、それと交差して南北に埼京線の線路が走る。赤羽北は新河岸川河岸段丘の段丘崖上にまたがるため、町域内における南北の地理的高低差が大きいのが特徴である。

### 河川
- 荒川
- 新河岸川 - 浮間橋（赤羽北二丁目 - 浮間一丁目）・中の橋（赤羽北一丁目 - 赤羽北一丁目）が架かる。

### 地価
住宅地の地価は、2025年（令和7年）1月1日の公示地価によれば、赤羽北2-12-17の地点で48万3000円/m2となっている。

## 歴史
この一帯はかつては「袋」という地名の一部であった。袋村は1871年（明治4年）11月に浦和県（現埼玉県）から東京府に編入された。1889年に岩淵町が成立し、北豊島郡岩淵町大字袋→王子区袋町→北区袋町の各一部を経て、住居表示施行時に袋町の一部が赤羽北一-三丁目とされる。

### 地名の由来
赤羽の北方にあることから「赤羽北」と命名された。

## 世帯数と人口
2023年（令和5年）1月1日現在（東京都発表）の世帯数と人口は以下の通りである。
| 丁目         | 世帯数    | 人口     |
| ------------ | --------- | -------- |
| 赤羽北一丁目 | 1,891世帯 | 3,577人  |
| 赤羽北二丁目 | 3,534世帯 | 6,352人  |
| 赤羽北三丁目 | 2,562世帯 | 5,414人  |
| 計           | 7,987世帯 | 15,343人 |

### 人口の変遷
国勢調査による人口の推移。
| 年                 | 人口   |
| ------------------ | ------ |
| 1995年（平成7年）  | 10,368 |
| 2000年（平成12年） | 11,072 |
| 2005年（平成17年） | 14,456 |
| 2010年（平成22年） | 14,497 |
| 2015年（平成27年） | 14,915 |
| 2020年（令和2年）  | 15,409 |

### 世帯数の変遷
国勢調査による世帯数の推移。
| 年                 | 世帯数 |
| ------------------ | ------ |
| 1995年（平成7年）  | 4,136  |
| 2000年（平成12年） | 4,803  |
| 2005年（平成17年） | 6,199  |
| 2010年（平成22年） | 6,449  |
| 2015年（平成27年） | 6,883  |
| 2020年（令和2年）  | 7,343  |

## 学区
区立小・中学校に通う場合、学区は以下の通りとなる（2023年10月時点）。
| 丁目         | 番地             | 小学校               | 中学校               |
| ------------ | ---------------- | -------------------- | -------------------- |
| 赤羽北一丁目 | 1〜10番 17〜25番 | 北区立第四岩淵小学校 | 北区立赤羽岩淵中学校 |
| 赤羽北一丁目 | 11〜16番         | 北区立袋小学校       | 北区立桐ケ丘中学校   |
| 赤羽北二丁目 | 全域             | 北区立袋小学校       | 北区立桐ケ丘中学校   |
| 赤羽北三丁目 | 1〜15番          | 北区立袋小学校       | 北区立桐ケ丘中学校   |
| 赤羽北三丁目 | 16〜27番         | 北区立桐ケ丘郷小学校 | 北区立桐ケ丘中学校   |

## 事業所
2021年（令和3年）現在の経済センサス調査による事業所数と従業員数は以下の通りである。
| 丁目         | 事業所数  | 従業員数 |
| ------------ | --------- | -------- |
| 赤羽北一丁目 | 68事業所  | 528人    |
| 赤羽北二丁目 | 142事業所 | 1,256人  |
| 赤羽北三丁目 | 79事業所  | 538人    |
| 計           | 289事業所 | 2,322人  |

### 事業者数の変遷
経済センサスによる事業所数の推移。
| 年                 | 事業者数 |
| ------------------ | -------- |
| 2016年（平成28年） | 277      |
| 2021年（令和3年）  | 289      |

### 従業員数の変遷
経済センサスによる従業員数の推移。
| 年                 | 従業員数 |
| ------------------ | -------- |
| 2016年（平成28年） | 1,906    |
| 2021年（令和3年）  | 2,322    |

## 交通

### 鉄道
- 東日本旅客鉄道（JR東日本）
  - 埼京線：北赤羽駅

### 道路
- 東京都道311号環状八号線（環八通り）
- 諏訪通り
- 赤羽桜並木通り

## 施設
- 東京都立桐ケ丘高等学校
- 北区立袋小学校
- 荒川河川敷緑地
- 赤羽北二郵便局

## その他

### 日本郵便
- 郵便番号 : 115-0052[3]（集配局 : 赤羽郵便局[16]）。